# 34è Festival Internacional de Cinema de Moscou
El 34è Festival Internacional de Cinema de Moscou es va celebrar entre el 21 i el 30 de juny de 2012. Dukhless fou seleccionada per obrir la gala, que va tancar amb Les Bien-aimés de Christophe Honoré. El Jordi d'Or fou atorgat a Junkhearts (2011) dirigida per Tinge Krishnan.

## Jurat
El Jurat del 34è Festival Internacional de Cinema de Moscou fou anunciat el 7 de juny de 2012.

### Jurat de la competició principal
- Hector Babenco (Brasil – President)
- Sergei Loban (Rússia)
- Jean-Marc Barr (França)
- Adriana Chiesa Di Palma (Itàlia)
- Javor Gardev (Bulgària)

### Jurat de la Competició Perspectives
- Marina Razbezhkina (Rússia)
- Sylvia Perel (Mèxic)
- Darezhan Omirbayev (Kazakhstan)

### Jurat de la Competició documental
- Vladimir Evaldovich Eisner (Rússia)
- Pawel Pawlikowski (Polònia)
- Jon Alpert (USA)

## Pel·lícules en competició
Les següents pel·lícules foren seleccionades per la competició:
| Títol original                 | Director(s)         | País de producció         |
| ------------------------------ | ------------------- | ------------------------- |
| 80 Millionow                   | Waldemar Krzystek   | Polònia                   |
| Shi Liu Shu Shang Ошу ying Tao | Li Chen             | R.P. de la Xina           |
| ACAB - All Cops Are Bastards   | Stefano Sollima     | Itàlia, França            |
| Fecha de caducidad             | Kenya Marquez       | Mèxic                     |
| Jiokhwa                        | Sang-woo Lee        | Corea del Sud, Filipines  |
| Rouyidan Dar Bad               | Rahbar Ghanbari     | Iran                      |
| Golfa straume zem ledus kalna  | Jevgeņijs Paškevičs | Letònia, Rússia           |
| Krapetz                        | Kiril Stankov       | Bulgària                  |
| Junkhearts                     | Tinge Krishnan      | Regne Unit                |
| Üksik saar                     | Peeter Simm         | Belarús, Estònia, Letònia |
| Magnifica presenza             | Ferzan Özpetek      | Itàlia                    |
| Vuosaari                       | Aku Louhimies       | Finlàndia                 |
| O Apóstolo                     | Fernando Cortizo    | Espanya                   |
| Poslednyaya skazka Rity        | Renata Litvinova    | Rússia                    |
| The Door (Az ajtó?)            | István Szabó        | Hongria                   |
| Orda                           | Andrei Proshkin     | Rússia                    |
| Ljudozder Vegetarijanac        | Branko Schmidt      | Croàcia                   |

## Premis
- Jordi d'Or: Junkhearts, de Tinge Krishnan[7]
- Premi Especial del Jurat: Fecha de caducidad, de Kenya Marquez
- Jordi de Plata:
  - Millor Director: Andrei Proshkin per Orda
  - Millor Actor: Eddie Marsan per Junkhearts
  - Millor Actriu: Roza Khayrullina per Orda
- Jordi de Plata a la Millor Pel·lícula a la Competició Perspectives: Wreckers, de Dictynna Hood
- Jordi de Plata a la Millor Pel·lícula a la Competició Documental: Searching for Sugarman de Malik Bendjelloul
- Premi Especial a tota la carrera: Tim Burton
- Premi Stanislavsky: Catherine Deneuve